# Uropoda amani
Uropoda amani es una especie de arácnido del orden Mesostigmata de la familia Uropodidae.

## Distribución geográfica
Se encuentra en el este de África.